# Agnes Franz
Agnes Franz, egentligen Louise Antoinette Eleonore Konstanze Agnes Franzky, född den 8 februari 1794 i Militsch i Schlesien, död den 13 maj 1843 i Breslau, var en tysk författare.
Franz gav ut en mängd barnböcker (däribland Buch für Kinder och Kinderlust), några diktsamlingar (däribland Parabeln) och en roman.